# 部落地名総鑑
部落地名総鑑（ぶらくちめいそうかん）とは、同和地区あるいは被差別部落の地名を一覧化した文書、書籍の総称である。
1975年11月にこれらの書籍が販売され、企業等が購入していたことが明らかとなり、部落地名総鑑事件として購入した企業等が部落解放同盟から糾弾される事態となった。

## 概要
1975年に最初に問題になったものが、売り込みチラシで「人事極秘　特殊部落地名総鑑」と銘打って販売されていたことから、同様のものを部落地名総鑑と総称するようになった。
実際に「部落地名総鑑」という名前の本があったわけではなく、例えば以下のような表題がつけられていた。
- 人事極秘（書籍は臙脂一色の装丁で右上にこの四文字のみ白く表記）
- 全国特殊部落リスト
- 部落リスト大阪版
- 日本の部落（書籍は紫一色の装丁で中央にこの五文字だけ白く表記）
- 特別調査報告書
- ㊕分布地名
- 同和地区地名総覧（全国版）

1975年11月17日に、部落解放同盟大阪府連合会（解同大阪府連）に匿名の投書があり発覚。解同大阪府連は「人事極秘」の現物を入手し、翌月の12月8日に記者会見で発表し、マスコミにより報道されたことからその存在が公に知られることとなった。
8番目に発見された総鑑の序文には、「差別的身元調査が問題となっている」としながらも以下の様に明記されていたという。
その後、部落地名総鑑を企業が購入し、部落出身者を排除するために人事調査で利用されていたことが発覚し、それらの企業は次々と部落解放同盟により糾弾された。
また、それらの企業が中心となって同和問題企業連絡会が結成され、現在も大阪同和・人権問題企業連絡会、東京人権啓発企業連絡会、福岡県内にはそれぞれのハローワークと連携して企業内同和問題研修推進員協議会（または、公正採用選考推進員協議会）等が活動している。
1977年3月9日には、部落解放同盟が総鑑を購入した企業103社の代表を三宅坂の社会文化会館（日本社会党が入居していた会館）に集め、差別図書購入全企業中央糾弾会を開いた。

## 一覧
いずれの発行元も、企業や団体としての活動実態はなく、実在するいかなる団体とも無関係。
- 『人事極秘・部落地名総鑑』、『人事・特殊部落地名総鑑』企業人材リサーチ協会・企業防衛懇話会発行、1975年4月-11月販売[5]
- 『全国特殊部落一覧』労政問題研究所発行、1975年2月-5月販売[5]
- 『全国特殊部落リスト』労働問題研究所発行、1970年-1971年・1975年販売[5]
- 『大阪府下同和地区現況』労働問題研究所発行、1972年-1973年・1975年販売[5]
- 『日本の部落』労政経済研究所発行、1969年-1972年販売[5]
- 『特殊調査報告書』サンライズ・リサーチセンター発行、1974年販売[5]
- 『（特）分布地名』本田秘密探偵社発行、1976年2月-11月販売[5]
- 『同和地区地名総覧全国版』発行元不詳、1975年-1980年販売[5]
- 『投書のリスト』発行元不詳、1978年11月存在判明[5]

## 内容のあらまし
- 部落の所在地（全国5600部落）
- 旧市町村名（昭和初めの市町村の呼称名）
- 新市町村名（昭和50年8月末現在の呼称名）
- 部落の大字名
- 部落の小字名
- 部落ごとの世帯戸数
- 従事職業
- 主要な業態別の所帯数について[6]

## 部落地名総鑑の原典
部落地名総鑑がどうやって作られたのかは、日本国政府見解では不明とされているが、戦前の融和事業や、戦後の同和対策事業のために政府や関係団体により作られた資料がもとになったと言われている。
小林健治は「そもそも「部落地名総鑑」は、戦前の内務省傘下の中央融和事業協会が作成した手書きの「全国部落調査」など、行政対策の必要性から作られたものや、戦後、部落問題の担当部局を持っていた厚生省が、全国の被差別部落の実態を調査して作成したものなどが原典になっている」と述べている。

## 地名総鑑をめぐる議論
2014年5月29日、広島県における委員研修会で広島法務局呉支局総務課長が講演を行い、「『部落地名総鑑』を配っただけでは人権侵害にならない」と発言した。
この発言を受け、人権擁護委員が「『部落地名総鑑』の作成そのものが差別であり、（総務課長の発言は）おかしいと思うが、どうか」と異論を唱えた。
すると総務課長の上司である広島法務局人権擁護部長は「『部落地名総鑑』を就職差別等を目的に利用したかどうかが問題で、使用しなければ人権侵害にはならない」と答えた。
この見解に対して部落解放同盟広島県連合会は抗議文を出し、「被差別の地名のみが書き込まれた図書に差別目的以外の利用価値はない」と主張した。 
このほか、作家の塩見鮮一郎は2012年刊行の『どうなくす？部落差別』の中で「『地名総鑑』という本はなんら悪いものではない。それを利用した企業が悪い」と記し、部落解放同盟中央本部・東京都連合会・神奈川県連合会から抗議を受けた。